# Фидлер, Корла Август
Ко́рла А́вгуст Фи́длер, псевдонимы — Петрович, Сербовский (в.-луж. Korla Awgust Fiedler, Pětrowič a Serbowski, 15 ноября 1835 года, деревня Нездашецы, около города Гёда, Германия — 16 мая 1917 года, Будишин, Германия) — лужицкий педагог, музыкант, переводчик, поэт, редактор и общественный деятель.

## Биография
Корла Август Фидлер родился 15 ноября 1835 года в верхнелужицком селе Нездашецы в окрестностях города Гёда. После окончания педагогического училища в Будишине работал в течение двух лет учителем в Каменце и Мильстрихе. С 1858 года преподавал в Будишинском педагогическом училище. В 1868 года был назначен в этом училище старшим преподавателем. В этом же училище преподавал верхнелужицкий язык.
Сотрудничал с лужицким композитором Корлой Августом Коцором. В 1860 году издал поэтическо-песенный сборник «Lumir» с праздничными песнями лужичан. Переводил на верхнелужицкий язык немецкие песни и стихотворения Иоганна Гёте, Людвига Уланда, Генриха Гейне и Августа Генриха Гофмана фон Фаллерслебена. В 1857 году вступил в лужицкую просветительскую организацию «Матица сербская». В 1861 году опубликовал в литературном журнале «Łužičan» эротическую песню. Эту песню исполняла лужицкая певица Матильда Стангец, на которой в 1869 году женился и прожил с ней до её смерти в 1871 году. После кончины своей супруги прекратил заниматься поэтической деятельностью.
С 1866 года по 1872 год был редактором литературного журнала «Łužičan», на страницах которого публиковал свои песенные и поэтические произведения. Также публиковал свои произведения в газете «Serbske Nowiny», журналах «Pomhaj Bóh» (был редактором этого журнала до 1901 года) и «Časopis Maćicy Serbskeje».
В течение многих лет был председателем отдела по естествознанию просветительской организации «Матица сербская». С 1873 года по 1917 год заведовал книжным магазином «Матицы сербской».
Скончался 16 мая 1917 года в Баутцене (Будишин).
Сын — дирижёр Макс Фидлер.

## Сочинения
- «Kak Pětr lěkari», 1875;
- «Serbske spěwanske swjedźenje wot lěta 1845 hač do 1851», 1860;
- «Pućowanje po Delnich Łužicach», 1862;
- «Mysle a přirunanja», 1864;
- «Towaršny spěwnik za serbski lud», 1878;
- «Spěwna radosć», 1880.